# Каупер, Эдуард Алфред
Каупер Эдуард Алфред (англ. Edward Alfred Cowper) (10 декабря 1819 — 9 мая 1893) — английский инженер и изобретатель. Изобрёл воздухонагревательный аппарат регенеративного типа для нагрева воздуха (дутья) перед подачей его в доменные печи (1857), используемый со значительными изменениями в доменном производстве до сих пор и часто называемый каупером. Также сконструировал двухцилиндровую паровую машину-компаунд (1857), колесо со стальными спицами и резиновыми шинами (1868), пишущий электромагнитный телеграф (1879).

## Биография
Родился 10 декабря 1819 года в Лондоне в семье профессора Эдварда Шикла Каупера, главы отдела инженерии (механики) Королевского Колледжа (Кингс-колледжа) в Лондоне, и его жены Энн Эплгет. Отец Каупера и его дядя Эплгет работали над производством и усовершенствованием печатных станков. Они предложили свой способ печатания денег, осложнявший их подделку, однако Банк Англии отклонил их предложение. В 1818 году они модернизировали печатный станок газеты Times, с которой они сотрудничали затем в течение многих лет.
В 1834 году в возрасте 14 лет Каупер стал учеником железнодорожного механика Джона Брейтвейта в Лондоне, обучаясь у него в течение 7 лет. По окончании обучения поступил на службу в компанию «Фокс, Хендерсон и Компания» в Лондоне, которая специализировалась на железнодорожном транспорте. В этой компании Каупер занимал должность главного конструктора и инженера.
В 1846—1847 годах сыграл заметную роль в создании Института инженеров-механиков в Лондоне.
С 1846 года работал в Бирмингеме. В 1851 году принял участие в проектировании Хрустального дворца в Лондоне для первой Всемирной выставки и спроектировал крышу для железнодорожного вокзала в Бирмингеме. Среди экспонатов Всемирной выставки, проходившей в Хрустальном дворце, была разработанная Каупером железнодорожная петарда .
В 1857 году изобрёл воздухонагревательный аппарат регенеративного типа для доменных печей (британский патент №1404), который и сегодня часто называется каупером. В 1868 году изобретает колеса со стальными спицами и резиновыми шинами. В 1879 году он изобретает пишущий электромагнитный телеграф. Это было его последнее значимое изобретение.
В 1880—1881 годах был президентом Института инженеров-механиков.
Был членом Института железа и стали. Был женат, имел сына. В 1893 году Каупер умер в своём доме в Пайн Гроув, Уэйбридж, от пневмонии.